# Cantón de Zenica-Doboj
El cantón de Zenica-Doboj (en bosnio: Zeničko-dobojski kanton) es uno de los diez cantones en que se divide la  Federación de Bosnia-Herzegovina, en Bosnia y Herzegovina. Está situado en el centro del país. El centro del gobierno del cantón es la ciudad de Zenica. El cantón tiene una extensión de 3.343 km² y una población de 400.602 personas en 2009.

## Geografía
Este cantón se encuentra en la parte central de Bosnia y Herzegovina y su capital es la ciudad de Zenica. La otra ciudad mencionada en el nombre es Doboj, que aunque propiamente se encuentra en la República Srpska, parte del antiguo municipio de Doboj forma parte del cantón, que tiene un área de 3.343 km².

## Organización administrativa
Administrativamente, el cantón de Zenica-Doboj se divide en 12 municipalidades:
- Breza.
- Doboj Jug.
- Kakanj.
- Maglaj.
- Olovo.
- Tešanj.
- Usora.
- Vareš.
- Visoko.
- Zavidovići.
- Zenica (capital).
- Žepče.

## Población
El cantón de Zenica-Doboj cuenta con una población de 400.602 habitantes, en su mayoría bosníacos. Hay bastantes croatas en Zenica, Žepče, Usora y Vareš, así como algunos serbios sobre todo en Zenica y, en menor número, en lugares como Visoko, Zavidovići y Tešanj.
En 2003, la población del Cantón de Zenica-Doboj sumaba 399.492 personas, incluyendo:
- Bosnios: 334.031 (83,6%).
- Croatas: 52.130 (13,0%).
- Serbios: 10.180 (2,5%).
- Otros: 3.151 (0,8%).